# Er (postać biblijna)
Er (hebr. עֵר - "osada") – postać biblijna, pierworodny syn Judy. Miał żonę o imieniu Tamar, nie posiadał jednak żadnych dzieci. Bóg zabił  Era z powodu jego grzesznego życia. Zgodnie z prawem lewiratu po jego śmierci potomstwo mieli zapewnić mu jego bracia (w pierwszej kolejności Onan).